# Chignautla
Chignautla è una municipalità dello stato di Puebla, nel Messico centrale, il cui capoluogo è la località omonima.
Conta 30.254 abitanti (2010) e ha una estensione di 148,29 km². 	 	
Il significato del nome della località in lingua nahuatl è luogo dei nove fiumi.